# Lijst van Belgische leiderstruidragers Ronde van Spanje
De lijst van Belgische leiderstruidragers in de Ronde van Spanje is een opsomming van Belgische wielrenners die in de Ronde van Spanje op enig moment het algemeen klassement hebben aangevoerd. De kleur van de leiderstrui in de Vuelta a España is in de beginjaren vaak aangepast, maar werd in 1955 voor langere tijd geel. In 1977 was de trui eenmalig oranje, en in 1999 werd het een gouden trui. In 2010 veranderde de leiderstrui voorlopig voor de laatste keer van kleur: sindsdien draagt de klassementsleider een rode trui.
In totaal hebben Belgische renners 149 maal de leiderstrui aangetrokken. Recordhouder is Gustaaf Deloor, die in de eerste twee edities 32 (toen nog oranje) leiderstruien verzamelde.
N.B. De vet gezette jaartallen verwijzen naar eindoverwinningen.
| Naam                   | Editie(s)              | Aantal |
| ---------------------- | ---------------------- | ------ |
| Gustaaf Deloor         | 1935, 1936             | 32     |
| Freddy Maertens        | 1977                   | 20     |
| Remco Evenepoel        | 2022, 2023             | 18     |
| Rik Van Looy           | 1958, 1959, 1964, 1965 | 13     |
| Eddy Merckx            | 1973                   | 11     |
| Ferdi Van den Haute    | 1978                   | 10     |
| Ferdinand Bracke       | 1971                   | 7      |
| Armand Desmet          | 1960                   | 6      |
| Claude Criquielion     | 1982                   | 6      |
| André Messelis         | 1961                   | 5      |
| Philippe Gilbert       | 2010                   | 5      |
| Omer Braeckeveldt      | 1950                   | 4      |
| Frans De Mulder        | 1960                   | 4      |
| Marcel Seynaeve        | 1961                   | 4      |
| Roger Swerts           | 1974, 1975             | 4      |
| Edward Van Dijck       | 1947                   | 3      |
| Raymond Steegmans      | 1969                   | 3      |
| José De Cauwer         | 1976                   | 3      |
| Wout van Aert          | 2024                   | 2      |
| Antoon Dignef          | 1935                   | 1      |
| Joseph Huts            | 1936                   | 1      |
| Frans Gielen           | 1948                   | 1      |
| Rik Van Steenbergen    | 1956                   | 1      |
| Hilaire Couvreur       | 1958                   | 1      |
| Jos Vloeberghs         | 1959                   | 1      |
| Ward Sels              | 1964                   | 1      |
| Guido Reybrouck        | 1967                   | 1      |
| Jean-Luc Vandenbroucke | 1987                   | 1      |
| Marnix Lameire         | 1989                   | 1      |
| Benny Van Brabant      | 1989                   | 1      |
| Stijn Devolder         | 2007                   | 1      |
| Yves Lampaert          | 2017                   | 1      |
| Dylan Teuns            | 2019                   | 1      |

bijgewerkt tot en met 3e etappe 2024
 winnaars · rode trui · 
 puntenklassement · 
 bergklassement · 
 combinatieklassement · 
 jongerenklassement · 
 ploegenklassement · 
 strijdlust

 Belgische leiderstruidragers · etappewinnaars

 Nederlandse leiderstruidragers · etappewinnaars
1935 · 1936 · 1937 · 1938 · 1939 · 1940 · 1941 · 1942 · 1943 · 1944 · 1945 · 1946 · 1947 · 1948 · 1949 · 1950 · 1951 · 1952 · 1953 · 1954 · 1955 · 1956 · 1957 · 1958 · 1959 · 1960 · 1961 · 1962 · 1963 · 1964 · 1965 · 1966 · 1967 · 1968 · 1969 · 1970 · 1971 · 1972 · 1973 · 1974 · 1975 · 1976 · 1977 · 1978 · 1979 · 1980 · 1981 · 1982 · 1983 · 1984 · 1985 · 1986 · 1987 · 1988 · 1989 · 1990 · 1991 · 1992 · 1993 · 1994 · 1995 · 1996 · 1997 · 1998 · 1999 · 2000 · 2001 · 2002 · 2003 · 2004 · 2005 · 2006 · 2007 · 2008 · 2009 · 2010 · 2011 · 2012 · 2013 · 2014 · 2015 · 2016 · 2017 · 2018 · 2019 · 2020 · 2021 · 2022 · 2023 · 2024 · 2025